# 蒲田进行曲
《蒲田进行曲》是1982年日本松竹株式会社拍摄的一部喜剧电影，导演深作欣二，主演松坂庆子、风间杜夫、平田满，制作角川春树。

## 片名
蒲田是日本东京大田区的一个地区，该处1930年代曾经建有松竹公司的大摄影棚，1936年搬到神奈川縣鎌倉市的大船。《蒲田进行曲》这个片名就是为此命名，讲述日本电影人的故事。剧中故事是東映在蒲田拍片，不过東映在该地并没有摄影棚。《蒲田进行曲》原本是根据鲁道夫·弗里姆尔轻歌剧《游民之王》唱段《Song of the Vagabonds》填词的松竹蒲田摄影所所歌。

## 剧情
位于蒲田的東映京都撮影所正在拍摄5年来最大的制作《新选组魔性剑》。饰演幕府武士土方歲三的演员银四郎（风间杜夫饰）因为饰演坂本龙马的演员特写超过自己而不悦。银四郎的跟班安次（平田满饰）等人为银四郎抢镜头。银四郎的女友、过气演员水原小夏（松坂慶子饰）怀孕4个月，但银四郎为了自己的形象以及追求公司老板的女儿朋子（高见知佳饰），要小夏嫁给安次。安次为了给小夏治病大量接戏，在千葉真一（本人饰）、志穗美悦子（本人饰）、真田广之（本人饰）等动作片明星的电影中演了很多被打的龙套角色。安次带小夏回到九州的家乡。安次的母亲猜出小夏怀的孩子不是安次的，但依然希望小夏和安次好好过日子，小夏决心和安次生活。银四郎后悔，向小夏求婚，被拒绝。银四郎因为戏份被砍以及和朋子分手而消沉。安次为了银四郎同意演一个从10米高的楼梯上摔下来的戏。该戏份因为过于危险被搁置，现在安次肯冒着生命危险演出，银四郎重新振奋。小夏希望安次不要去冒险，但安次已经是箭在弦上、不得不发。在《新选组魔性剑》的重头戏池田屋事件中，新选组队长土方歲三冲上楼梯，将安次饰演的尊王武士从楼梯上砍下。拍摄时小夏在摄影棚外雪地中孩子出生。最后是大团圆结局：安次受伤但无大碍，小夏顺利生下一个女儿。

## 汉语译制
上海电影译制厂1983年将该片译制汉语坂本。朱实翻译，毕克为导演。
主要配音演员：
- 小夏——曹雷
- 银四郎——童自荣
- 安次——施融
- 朋子——程晓桦

## 中国大陆删减戏份
片子银四郎当着安次的面，扒光水原小夏衣服，并揉弄乳房乳头戏份被全部删除。这场戏份水原小夏全裸露点。

## 获奖
- 1983年日本電影旬報年度十大佳片第一名、最佳導演、女主角、劇本
- 2009年日本電影旬報影史二百大日片第23名